# Anthony Durnford
Anthony William Durnford (né en Irlande le 24 juin 1830, mort en Afrique du Sud le 22 janvier 1879) est un officier de carrière de l'Armée britannique. Formé dans les Royal Engineers, il sert pendant la guerre anglo-zouloue de 1879 et meurt lors de la bataille d'Isandhlwana, une défaite catastrophique infligée aux Britanniques par les guerriers noirs du Zoulouland alors dirigé par le roi Cetshwayo.

## Débuts
Durnford nait à Manor Hamilton (Comté de Leitrim, au nord de l'Irlande) dans une famille de militaires. Son père, Elias Walker Durnford, était général des Royal Engineers et son frère Edward lieutenant-colonel dans l’artillerie des Royal Marines.
Dans sa jeunesse, Durnford vit avec son oncle à Düsseldorf, Allemagne. Puis il entre à l'Académie royale militaire de Woolwich. Il est nommé sous-lieutenant dans les Royal Engineers en 1848.
Entre 1851 et 1856, il est en poste à Trincomalee, et se signale par son travail lors de l’aménagement de la rade ; il contribue efficacement aussi à la lutte contre l’incendie qui détruit une partie des installations portuaires en 1853.
Bien qu’il se soit porté volontaire, Durnford ne combat pas lors de la guerre de Crimée : il est nommé à Malte en 1856. Il n’est pas non plus envoyé en Inde du nord pendant la Révolte des cipayes (1857-1859) : il est muté en Angleterre, dans les villes de garnison de Chatham et Aldershot.
Durnford est à Gibraltar de 1861 à 1864, comme commandant de la compagnie No 27 des Royal Engineers. Nommé capitaine, il se prépare à partir pour la Chine, mais est déclaré médicalement inapte, et passe 6 ans en garnison à Devonport et à Dublin.
En 1871, il est nommé en Afrique du Sud.

## En Afrique du Sud
Il arrive au Cap le 23 janvier 1872, et séjourne pendant les 16 mois suivants à King William's Town. Dans une lettre à sa mère il écrit : « En tout cas les Noirs sont honnêtes, chevaleresques, hospitaliers, et dignes de confiance, même si ce sont de vrais barbares. Ce sont de beaux hommes, très nus et toute cette sorte de choses, mais vraiment de braves gars... »
Durnford est ensuite en poste à Pietermaritzburg, la capitale du Natal. Il y sympathise avec John William Colenso, évêque anglican du Natal et célèbre militant en faveur des droits des Noirs.
En 1873, Durnford participe à l'expédition contre Langalibalele, roi des Hlubis révolté contre les Britanniques, et montre beaucoup de courage lors de la bataille de Bushman's River Pass. Il s'avance seul pour négocier, mais les Britanniques ouvrent le feu, et les Hlubis attaquent ; abandonné par ses carabiniers mais défendu par quelques-uns de ses fidèles auxiliaires Basutos, il réussit à se dégager de la mêlée en tuant 2 ennemis à coups de revolver. Mais il est blessé de 2 coups de sagaie (l’un au flanc, l’autre au coude) et il en gardera comme séquelle une paralysie définitive de l’avant-bras et de la main gauches.

## Guerre anglo-zouloue

### Préparatifs
Le lieutenant-colonel Durnford, qui est un officier des plus appréciés pour « l’efficacité de son commandement, son énergie infatigable et ses qualités évidentes de chef » a aussi un fort caractère, et le lieutenant-general qui arrive en poste en 1877 (Frederic Augustus Thesiger, devenu Lord Chelmsford en 1878, à la mort de son père) ne tarde pas à en prendre ombrage.
En janvier 1879, lorsque Chelmsford (à la suite de l'escalade fomentée par sir Henry Bartle Frere) se lance à l’attaque du royaume de Zoulouland, il laisse Durnford à la garde de la frontière qu’il vient de franchir. Durnford est à la tête d'un contingent de troupes indigènes, en particulier le NNH (le Natal Native Horse, une troupe de cavalerie indigène recrutée dans la tribu amaNgwane) et un détachement du 1er régiment des NNC (Natal Native Contingent, une troupe de guerriers Basuto et Mponso). Alors que les cavaliers indigènes sont équipés à l'anglaise et armés d'un fusil moderne, les guerriers du NNC n'ont que leurs armes traditionnelles (un ruban de tête rouge permet aux blancs de les différencier des guerriers zoulous) et seul un sur dix d'entre eux est armé d'un vieux mousquet et avec seulement 5 balles.
Durnford avait pourtant plusieurs fois demandé à Chelmsford d'utiliser ses troupiers indigènes comme éclaireurs et avant-garde de la force d'invasion britannique : outre le fait qu'ils appartenaient à des tribus traditionnellement ennemies des Zoulous, ils savaient admirablement pister, explorer et se camoufler, et de plus, n'étant pas équipés à l'européenne n'attireraient pas l'attention des Zoulous. Selon Durnford, les soldats britanniques étaient des scouts bien inférieurs à ses auxiliaires indigènes, et de plus ils étaient fatigués par le climat, la chaleur, les coups de soleil, et handicapés par leur équipement lourd et voyant. Chelsmford, négligeant l'avis de son subordonné, affecta les troupes indigènes de Durnford à des tâches subalternes.
Le 20 janvier 1879, Durnford reçoit de Chelsmford un ordre apporté par estafette : faire mouvement vers la mission de Rorke's Drift (un gué sur la Buffalo, un affluent du fleuve Tugela) puis aller renforcer la défense du camp d'Isandlwana.

### La bataille d'Isandlwana
Le 22 janvier au matin, Durnford part pour le camp d'Isandlwana avec 5 unités de soldats indigènes (dont les Sikhali Horse, un corps de cavalerie indigène des NNH) et une batterie de fusée Congreve. Il arrive en milieu de matinée. Chelsmford a déjà quitté le camp pour aller, à la tête de 2 500 hommes (plus de la moitié de ses troupes) battre le veld à la recherche des Zoulous qu'il veut défier et écraser en rase campagne. Chelsmford est parti sans avoir fait fortifier le camp : il pense le faire lever très prochainement, et de plus le terrain est trop rocailleux et on manque de pics et de pelles. Chelsmford n’a même pas fait laager (former le cercle) les chariots, et n’a pas donné de consignes précises à l'officier qu'il laisse responsable du camp, le capitaine Henry Pulleine.
Presque tous les Britanniques présents à Islandwana ayant été tués (sauf une quarantaine d'entre eux) il est difficile de savoir si une bataille de préséance eut lieu ou non entre Pulleine et Durnford (qui était son supérieur en grade) et si un débat les opposa sur l’opportunité de telle ou telle tactique. Durnford était connu pour marcher au feu et attaquer l'ennemi là où il apparaissait, alors que Pulleine, qui pourtant avait commandé un escadron de cavalerie lors de la 9e des Guerres xhosas, avait la réputation d'être plutôt un administrateur. Par ailleurs le 11 janvier (jour du début de l'invasion) il arrivait d'un commandement de garnison, et en 10 jours n'avait probablement pas acquis une bonne connaissance des officiers et des soldats de la colonne. Enfin Chelsmford était un chef qui n'incitait pas ses officiers à prendre des initiatives...
Peu après l'arrivée de Durnford, une patrouille montée revient au camp avec des nouvelles alarmantes : elle a découvert dans une vallée proche une armée de Zoulous, 20 000 hommes assis en silence. Se voyant découverts ils ont entamé la poursuite et sont en train de développer leur front d'attaque : de part et d'autre du « front du buffle » (le centre), deux « cornes » (les ailes) tendent à encercler le camp.
Pulleine, qui a sous ses ordres 1 300 hommes (dont 500 NNC, 200 NNH, 70 artilleurs et 2 petits canons) réagit en envoyant une, puis toutes les 6 compagnies du 24th Regiment of Foot à la rencontre du front zoulou ; une demi-heure plus tard, il les fera reculer pour qu'elles se rapprochent du camp. Pendant 2 heures environ les red-coats du 24e, des hommes entraînés et disciplinés, contiennent l'avance des Zoulous par un feu nourri de leurs Martini-Henry ; mais leur cadence de tir se ralentit, et sous la pression des vagues humaines lancées par les Zoulous les Britanniques et leurs alliés sont obligés de reculer pied à pied jusque dans le camp.
Durnford, quant à lui, a emmené ses soldats indigènes assez loin du camp et a dressé une ligne de défense dans une donga (ravine), face à l’aile gauche (la corne gauche) de l’armée de Cetshwayo.
Là, après que sa batterie de lance-fusées ait été submergée par la vague d'ennemis, il résiste aux attaques des Zoulous (et en particulier au régiment inGobamakhosi, surnommé « les écraseurs de rois ») jusqu’à ce que ses munitions soient presque épuisées. Il se replie ensuite en combattant jusqu’à la croupe qui sépare le parc des chariots et le camp proprement dit ; mais sa retraite découvre malheureusement le flanc droit des red-coats du 24e régiment d'infanterie.
C'est là que Durnford est finalement écrasé, au milieu d’une poignée de ses troupiers indigènes, par l’assaut irrésistible des Zoulous. Il a eu le temps de renvoyer ce qui reste de ses cavaliers du NNH afin qu'ils ne meurent pas inutilement ; lors de leur retraite, ils aideront nombre de fantassins indigènes, et quelques blancs, à sauver leur vie.
La plupart des guerriers du NNC survivants mourront au corps à corps contre les Zoulous en essayant de franchir le gué de Rorke's Drift sur la Buffalo, alors que 200 cavaliers des NNH, qui ont combattu bravement eux aussi à Islandwana, parviennent à revenir au Natal.

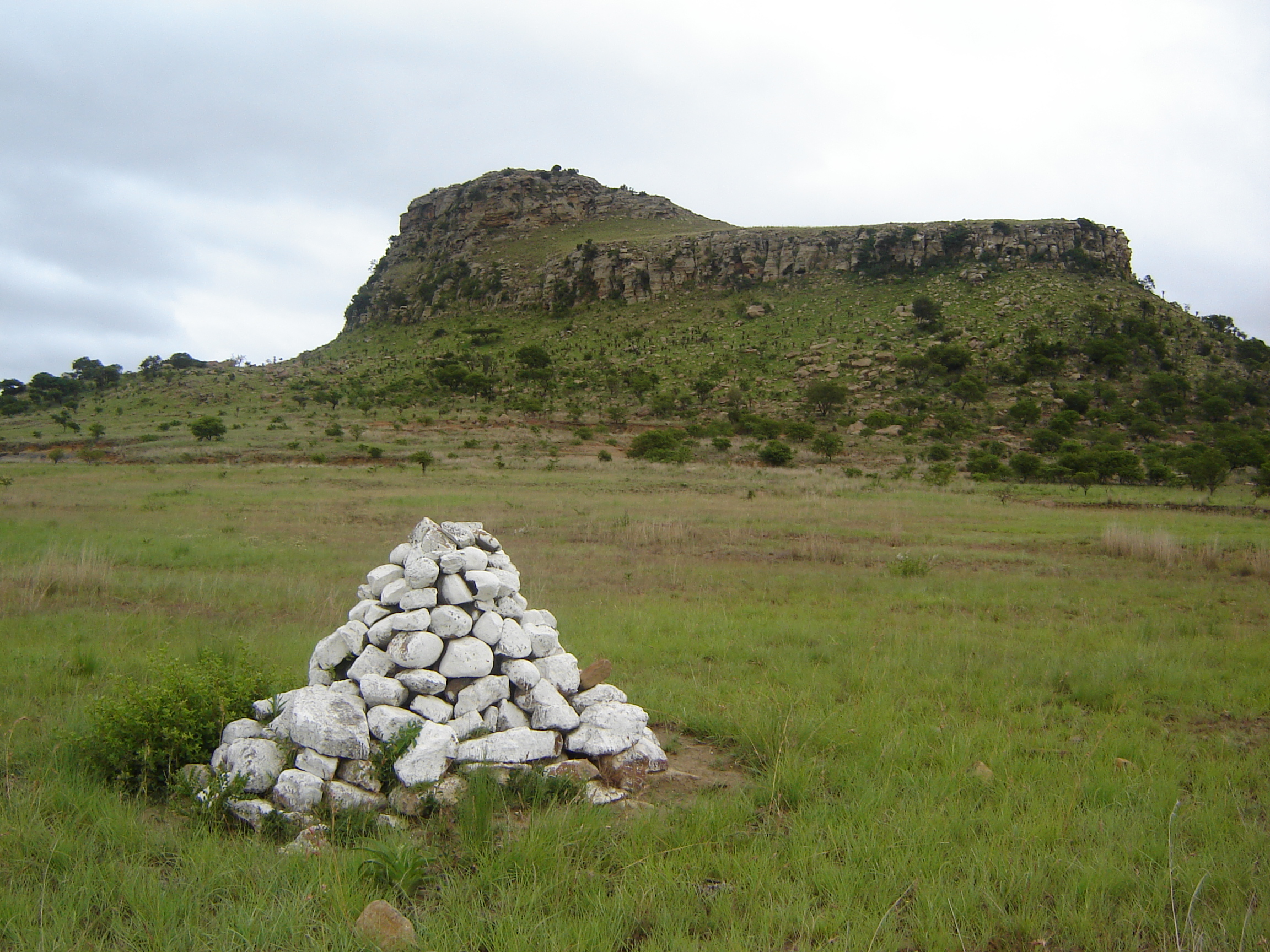
Sous le kopje en forme de sphinx d'Isandlwana, 3000 morts gisaient sur le champ de bataille, au soir du 22 janvier 1879...

Un témoin oculaire (une vedette de la colonne Chelmsford) a rapporté que « pendant quelques secondes nous voyons distinctement les fusils qui tirent encore, les uns après les autres, nettement. Cela a lieu plusieurs fois : une pause, et ensuite un flash-flash ! Le soleil brillait sur le camp à ce moment-là, et soudain le camp s'est assombri, comme si une ombre passait sur lui. Les fusils s'arrêtent alors de tirer et, en quelques minutes, toutes les tentes disparaissent… » : les phases ultimes du combat, puis le pillage du camp ont été concomitantes d'une éclipse solaire annulaire survenue le 22 janvier 1879 à 14 h 29 (heure locale).

### Parmi les causes du désastre
Outre la négligence de Chelsmford qui n’a pas fait fortifier son camp (en contradiction formelle avec les directives qu’il avait lui-même énoncées au début de la campagne) et le fait qu’il ait divisé ses forces car il ignorait l’approche de l’armée zouloue, on relève le manque de coordination plus que probable entre Durnford et Pulleine.
Sur le champ de bataille, l’approvisionnement des soldats en munitions a été aussi incriminé : le quarter-master (officier d’intendance) n’aurait pas fait ouvrir assez de caisses de cartouches (que ce soit de sa propre initiative, par désir d’économiser – ou sur l’ordre de Pulleine) et aurait de plus refusé d’approvisionner les soldats indigènes arrivés avec Durnford.
Horace Smith-Dorrien, un des officiers parmi les rares rescapés britanniques du massacre (une quarantaine d'hommes), a rapporté que ces caisses de cartouches, dont l’emballage devait résister non seulement aux chocs mais aux dures conditions climatiques, étaient difficiles à ouvrir. Par ailleurs, les troupes en première ligne ne disposaient pas de l’outillage assez élaboré (tournevis, pied de biche) qui était nécessaire.
Enfin, il semble que les cartouches elles-mêmes aient été défectueuses : l’étui de la "Short-Chamber Boxer-Henry .45 caliber", fait d’une mince feuille de cuivre, aurait adhéré à la chambre des armes surchauffées par un tir soutenu, rendant l’extraction et le rechargement impossible. La commission d'enquête sur les causes du désastre écarta cette hypothèse, mais un nouvel étui rigide en cuivre étiré fut adopté après Islandwana
Privés de leur puissance de feu, et de plus dispersés, les soldats, troupiers britanniques comme indigènes, étaient donc réduits au corps à corps, baïonnettes contre massues et sagaies, et ils furent vite submergés par les Zoulous. 400 000 cartouches et un millier de fusils Martini-Henry firent partie du butin récolté par les Zoulous à Islandwana et une partie de ces armes à feu fut utilisée dès le lendemain par les Zoulous, lors de la bataille de Rorke's Drift.
Parmi les autres modifications adoptées par les troupes britanniques après Isandlwana, et qui seront mises en application dès la deuxième campagne de la guerre anglo-zouloue : la formation de combat en ligne (formation) espacée (la fameuse thin red line popularisée après la bataille de Balaklava) est abandonnée au profit du carré d'infanterie, et les campements seront systématiquement protégés par des cercles de chariots (laagers) et des fossés et parapets.

## Sources
- (en) Cet article est partiellement ou en totalité issu de l’article de Wikipédia en anglais intitulé « Anthony Durnford » (voir la liste des auteurs).

- (en) Cet article est partiellement ou en totalité issu de l’article de Wikipédia en anglais intitulé « Henry Pulleine » (voir la liste des auteurs).

- (en) Cet article est partiellement ou en totalité issu de l’article de Wikipédia en anglais intitulé « Natal Native Contingent » (voir la liste des auteurs).

- et des articles de Wikipedia en : « 24th Regiment of Foot » ; « Laager » ; « battle of Islandwana » ; « Zulu wars » ; « Brevet » ; « Congreve rocket » ; « Horace Smith-Dorrien » ; « Solar eclipse on January 22, 1879 » ; « .577/450 Martini-Henry » ; « .45-70 Govt » ; « Zulu Dawn (film) ».